# Pat Torpey
Pat Torpey (13 de desembre de 1953 – 7 de febrer de 2018) fou un bateria de rock dur i un cantant estatunidenc, principalment conegut per haver estat el bateria i segona veu del grup Mr. Big. També ha tocat amb en John Parr, na Belinda Carlisle, en Robert Plant, Montrose, en Richie Kotzen i The Knack.; i ha enregistrat discs amb Impellitteri i en Ted Nugent.

## Joventut
Torpey nasqué a Cleveland el 13 de desembre de 1953. Es va interessar en el món de la bateria quan, de nen, va veure actuant un bateria d'un grup de polca.
A l'institut en Torpey va afegir-se a qualsevol programa musical disponible: concert, orquestra i bandes. Sobre la seva adolescència, comenta: "vaig voler tocar-ho tot dins el món de la percussió, i vaig convèncer la meva mare de comprar-me una bateria de segona mà pel meu tretzè aniversari." La seva família es va traslladar a Phoenix (Arizona), on va començar a millorar les seves habilitats tocant amb diversos grups locals.

## Carrera musical

### Inicis: 1983–1988
Al 1983, Torpey es traslladà a Los Angeles. Ell explica que: "sóc un bon jugador de softball; vaig entrar a una lliga i, gràcies a això, vaig fer nous amics i això va derivar en un grapat d'actuacions. Vaig aparèixer regularment a programes de l'American Bandstand i la Solid Gold TV, actuant amb Ben E. King, Mike and The Mechanics, Melissa Manchester, Bob Geldof, i alguns altres més que no recordo."
El 1985, en Torpey va incorporar-se al grup del cantant britànic de pop-rock en John Parr, qui era el #1 a les listes del moment amb la cançó "St. Elmo's Fire" i van telonejar na Tina Turner a la seva gira Private Dancer. Després de la gira, fou el baterista de na Belinda Carlisle durant la seva primera gira en solitari, obrint per en Robert Palmer.
Torpey explicava que: "el 1987, feia un espectacle televisiu amb en Roger Daltrey i en Bobby Colomby de Blood, Sweat and Tears, i em van demanar si podria fer música d'estudi. En Colomby era productor d'uns quants temes dels The Knack, i el baterista original havia deixat el grup. M'encantava la seva música; així que vaig afegir-me al grup".

### Mr. Big: 1988–2002; 2009–2018

#### Arribada a la fama
Durant la gira amb The Knack, en Torpey va assabentar-se que en Billy Sheehan i en Paul Gilbert cercaven bateria per al seu nou grup."M'encantava tocar amb The Knack; però quan en Billy m'ho va proposar vaig fer el canvi".
Mr. Big va assegurar un contracte amb Atlantic Records; però abans de començar a treballar en el nou CD, li feren una proposta per a tocar amb en Robert Plant al seu tour Now and Zen; doncs el bateria d'en Plant (en Chris Blackwell) va prendre mal. "Led Zeppelin fou una gran influència per a tots els de Mr. Big; sabent la gran oportunitat que representa, tots els companys em van donar el vist-i-plau. Tocar cada nit el 'Communication Breakdown', quin plaer!!!"
Mr. Big inicialment assolí èxit al Japó, però el reconeixement internacional fou amb el llençant el 1991 del seu segon disc "Lean into it". Aquest disc contenia la balada "To be with you" que fou molt reproduïda a les ràdios i la MTV, assolint el nº1 de la Billboard Hot 100. Durant catorze anys, Mr. Big feu concerts arreu del món, com a caps de cartell però també obrint per als Aerosmith, Rush, Bryan Adams, Scorpions i d'altres, assolint una gran reputació per la seva musicalitat i les seves actuacions en directe.

#### Retrobament
El gener de 2009, en Torpey es va retrobar amb els seus antics companys del grup (n'Eric Martin, en Paul Gilbert i en Billy Sheehan) per a fer una gira. L'any 2010 van enregistrar el disc What if... amb el productor en Kevin Shirley. L'any 2011 es van reunir de nou i van fer una gira mundial presentant el disc.
Va seguir amb el grup dos discs més: ... The Stories We Could TEll (2014) i Defying Gravity (2017). Tot i els seus problemes de salut (Parkinson), va seguir amb el grup fins a la seva mort el 2018.

### Treball en solitari i altres projectes: 2002–2018
Torpey tenia un bon rang vocal: sovint cantava algunes versions als bisos dels concerts de Mr. Big. També cantava cançons dels The Beatles mentre fa el seu solo de bateria. I va editar dos discs en solitari com a cantant: Odd Man Out i Y2K els anys 1998 i 1999.
L'any 2004 va fer un tour pel Regne Unit i Sud-amèrica (com a bateria) amb en Richie Kotzen. També va tocar la bateria amb en Billy Sheehan al primer disc d'en Johnny Hiland (titulat Johnny Hiland). Aquell mateix any en Torpey torna a The Knack.
A finals de 2006, en Torpey va entrar a "The Exile Social Club", un grup que toca èxits antics de Rock'n'Roll i inclou en Chuck Wright (dels Quiet Riot), en Jason Hook i en David Victor.
Torpey ha fet diversos clínics per la marca de bateries Tama al Japó, Rússia, Xina, Indonèsia, Filipines i altre països. També té dos vídeos educatius: Big Drums (tocant diversos temes de Mr. Big amb en Billy Sheehan) i Rock Groove Drumming (on ensenya tècniques com paradiddles, grace notes, theel-toe, i tresets i dobles ràpids amb els peus. Tots dos ens ensenyen com tocar algunes de les cançons de Mr. Big ("Addicted ro That Rush", "Temperamental", "Mr. Gone", "Take Cover" i "Colorado Bulldog").

## Diagnosi de Parkinson i mort
Va estar convivint amb símptomes de Parkinson durant uns quants anys, confirmant la malaltia quan els símptomes van empitjorar. El juliol de 2014 va fer públic el diagnosi de la malaltia, anunciant també que no podria actuar a la gira mundial prevista per al 2014-2015.
Torpey va col·laborar al darrer disc de Mr. Big "Defying Gravity" com a productor de bateria també com a bateria i percussionista en alguns dels temes, i tocant la percussió durant la gira; encara que en Mat Starr va entrar com a bateria de Mr. Big.
Torpey va morir el 7 de febrer de 2018 per complicacions del Parkinson, amb 64 anys.

## Equip
Torpey feia servir bateries Tama, plats Zildjian, i baquetes Promark. Amb Mr. Big feia servir la gamma Artstar de Tama. Recentment ha estat fent servir la gamma Starclassic de Tama.

## Discografia

### En solitari
- Odd Man Out (1998)
- Odd Man Out: Y2K (1999)

### Amb altres artistes
- Impellitteri Stand in Line (1988)
- Jeff Paris Race to Paradise (1986)
- Ted Nugent If You Can't Lick 'Em...Lick 'Em (1988)
- Andrew Ridgeley Son Of Albert (1990)
- Paul Gilbert King Of Clubs (1998)
- Niacin High Bias (1998)
- Velocity Impact (1998)
- Stream Nothing IS Sacred (1999)
- The Knack Normal as the Next Guy (2001)
- Johnny Hiland Johnny Hiland (2004)
- Hideki (ex. Siam Shade) Punk Drunker (2002)
- Akira Takasaki Wa (1996)
- Richie Kotzen What Is... (1998) i Change (2003)